# Tom Wallisch
Tom Wallisch, né le 22 juillet 1987 à Pittsburgh, est un skieur acrobatique professionnel américain.

## Carrière
Il a remporté la médaille d'or lors des Winter X Games à Aspen en janvier 2012.
Il est aussi monté sur la deuxième marche du podium derrière Bobby Brown au slopestyle des X Games de Tignes en 2012.
Il avait ses propres modèles chez Scott (marque de ski de haute qualité), le Scott Jib, et chez Full Tilt (chaussures de ski de haute performances).
Deux fois élu skieur acrobatique de l'année, ses sponsors sont les suivants : Line ski, Full Tilt, Go Pro, Monster Energy, Marker, The North Face et Shred.
le 3 novembre 2014[réf. nécessaire] Tom Wallish quitta la marque Scott qui le sponsorisait en skis et accessoires pour rejoindre la marque de ski Line. C'est une nouvelle peu surprenante puisque son sponsor chaussure est Full Tilt, une marque lancée par les créateurs de Line et appartenant comme elle au groupe K2.

## Palmarès

### Championnats du monde
| Édition/Discipline    | slopestyle |
| Mondiaux 2013 (Oslo ) | Or         |

### Coupe du monde
- Meilleur classement général : 20e en 2012.
- 1 petit globe de cristal :
  - Vainqueur du classement slopestyle en 2012.
- 1 podium dont 1 victoire.

#### Détails des victoires
| Édition / Épreuve | Slopestyle |
| 2012              | Mammoth    |

### Winter X Games
- 2012 :  médaille d'or du slopestyle à Aspen

### Dew Tour
- Vainqueur en 2009 et 2012